# جورج غرين فوستر
جورج غرين فوستر (بالإنجليزية: George Green Foster)‏ هو سياسي كندي، ولد في 21 يناير 1860 في كندا، وتوفي في 1 مايو 1931. حزبياً، نشط في حزب كندا المحافظ. وقد انتخب عضو مجلس الشيوخ الكندي.